# Matucana madisoniorum
Matucana madisoniorum är en kaktusväxtart som först beskrevs av Hutchison, och fick sitt nu gällande namn av Gordon Douglas Rowley. Matucana madisoniorum ingår i släktet Matucana och familjen kaktusväxter. Inga underarter finns listade i Catalogue of Life.

## Bildgalleri

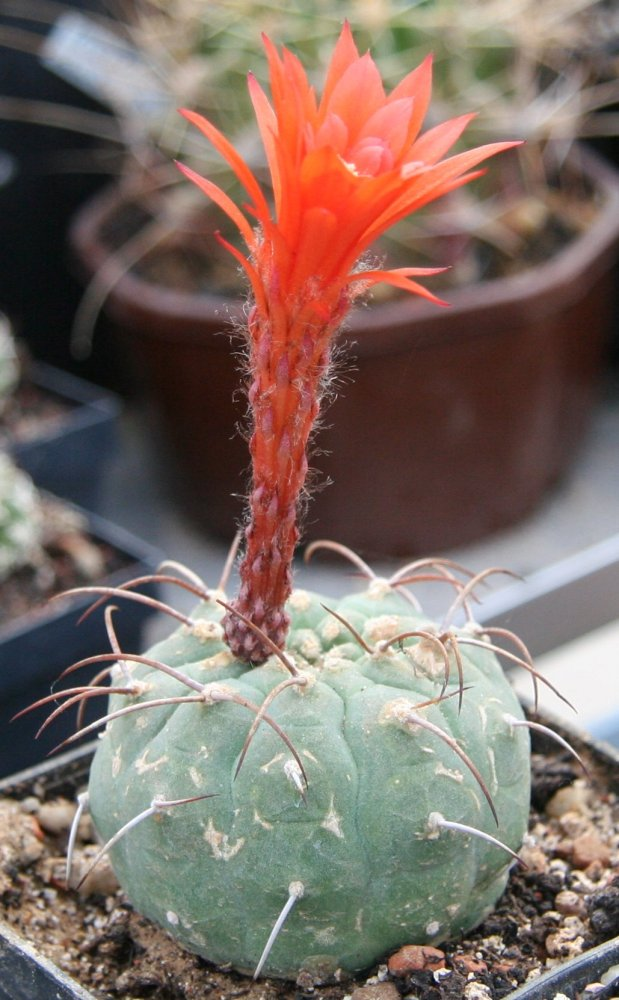
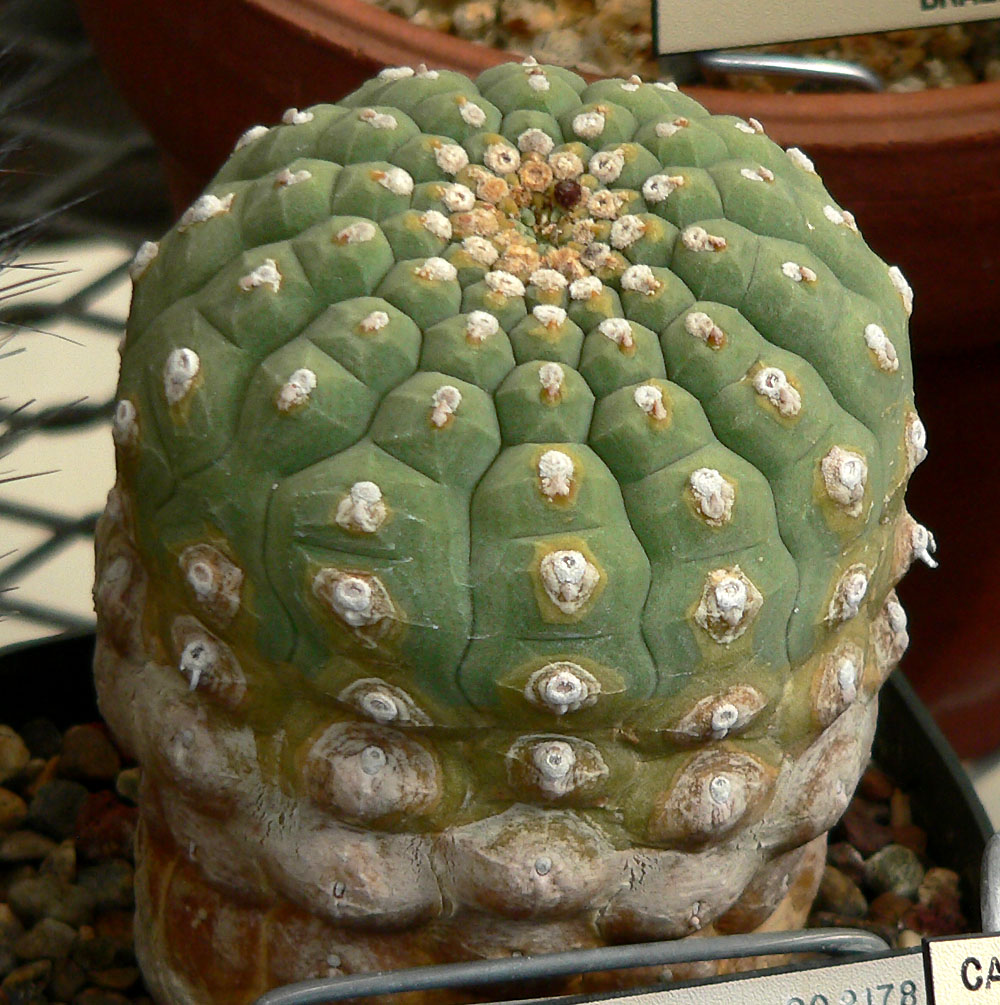
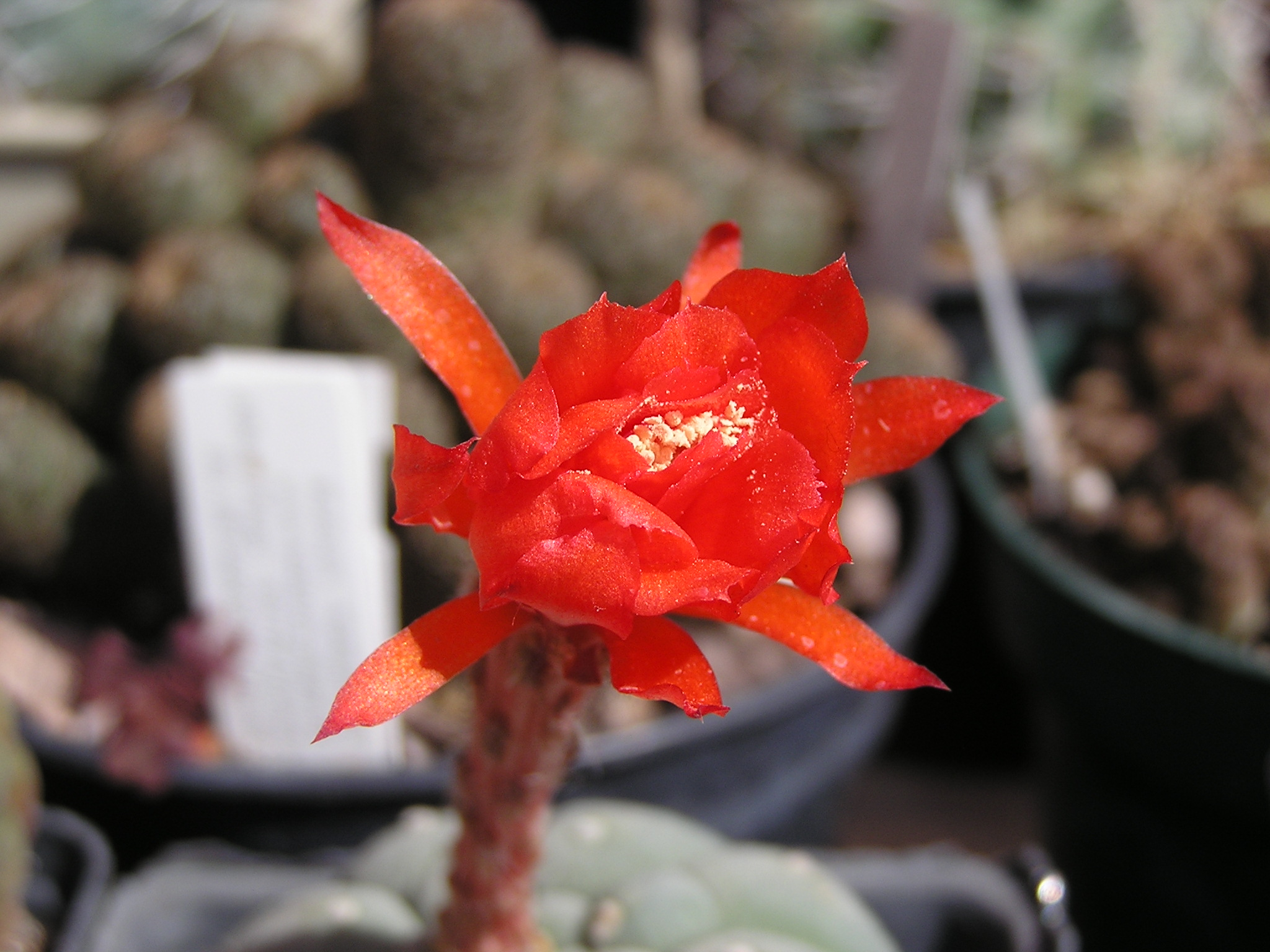
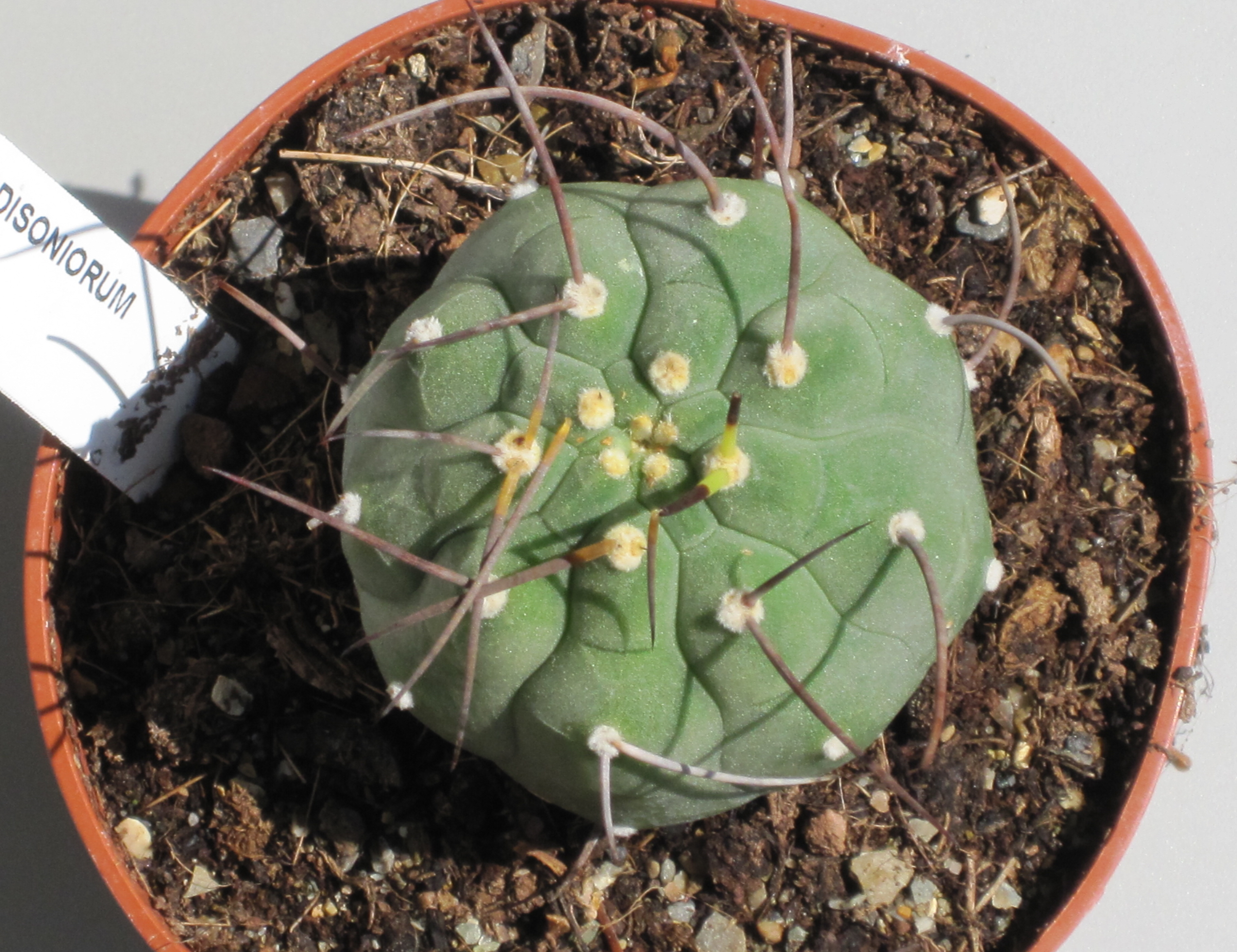
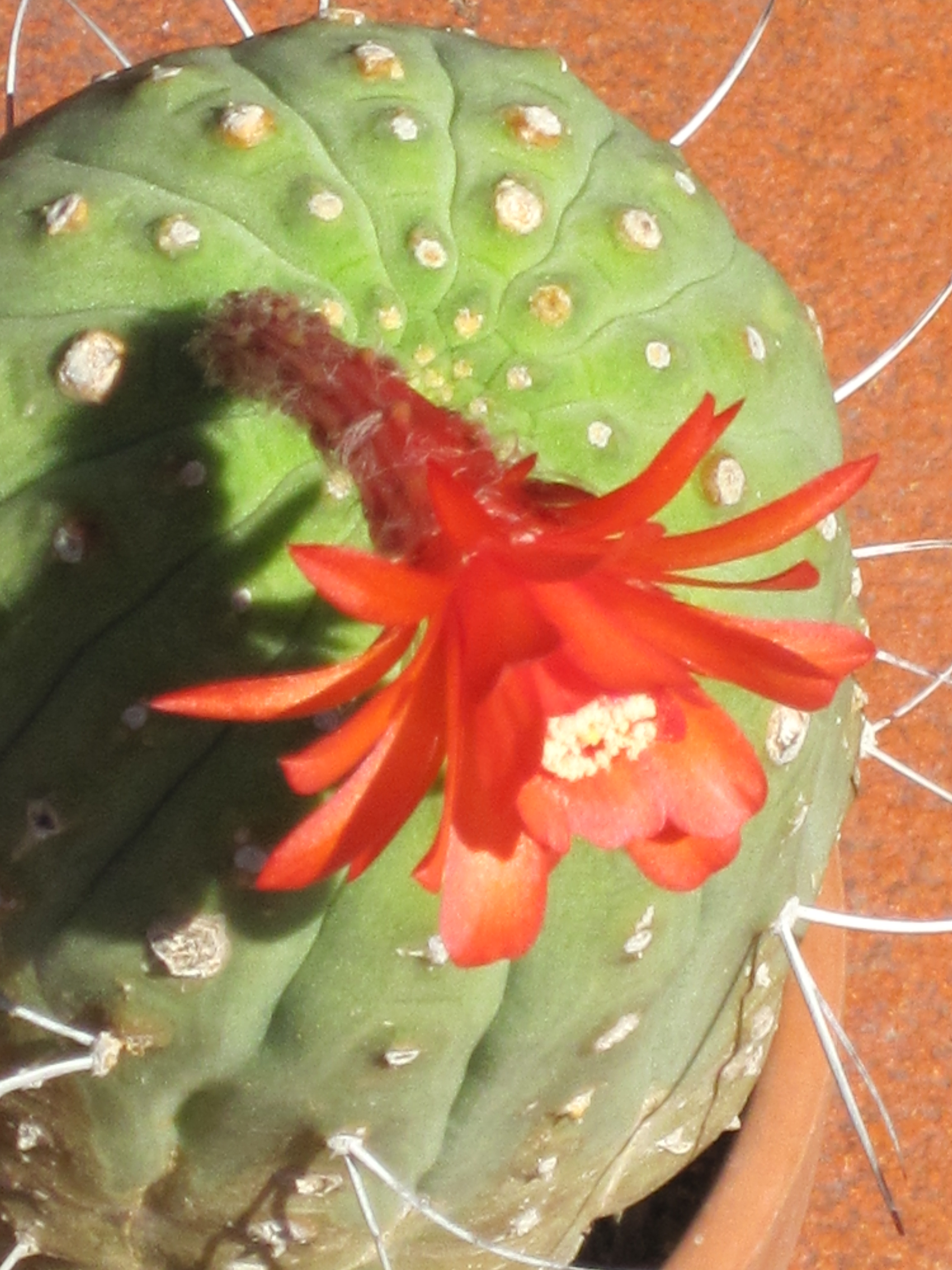